# 雍鉏
雍鉏（？—？），春秋时期卫国人物，卫卿孙林父的家臣。

## 生平
前559年，孙林父联合宁殖逐出卫献公，立献公之弟卫殇公。卫献公逃到齐国。前547年，宁喜杀卫殇公，立卫献公复辟，孙林父以戚地归附晋国避难。卫国侵袭戚地的东部边境，晋国派兵戍守茅氏，齐国派来帮助卫国的将领殖绰进攻茅氏杀了晋国守兵三百个人。孙蒯跟上卫军，在圉地打败了他们。雍鉏俘虏了殖绰。
《韩非子》記載，有一個侏儒去拜見衛靈公，說：“臣的夢應驗了。”衛靈公說：“夢到甚麼？”侏儒說：“夢見灶，預示會見到您。”衛靈公不高興的說：“我聽說要見君王的人，會夢見太陽，怎麼見到寡人說是夢見灶呢？”侏儒說：“太陽普照四面八方，沒有一樣東西可擋住他的光芒；君王的恩惠施及全國，沒有一個人能蒙蔽他。而灶不一樣，有一個人佔在灶前烤火取暖，後面的人就看不見柴火了。是不是有個人像在灶前烤火那样蒙蔽了您呢？所以臣夢見灶，不也很合理嗎？”靈公理解了侏儒的比喻，所以罷免了雍鉏、彌子瑕，而改用司空狗。